# Крейг Рокасл
Крейг Аарон Рокасл (англ. Craig Aaron Rocastle; нар. 17 серпня 1981, Парк Роял, Лондон, Англія) — гренадський та англійський футболіст, півзахисник. Кузен колишнього півзахисника лондонського «Арсеналу» та національної збірної Англії Девіда Рокасла.
Залишивши молодіжну команду КПР, у 2001 році перейшов з «Гравесенд енд Нортфліт» до «Кінгстоніан». У 2003 році перейшов з «Слуг Таун» до «Челсі», яке по-черзі віддавало його в оренду «Барнслі», «Лінкольн Сіті» та «Гіберніан». У лютому 2005 року перейшов до «Шеффілд Венсдей», якому в плей-оф допоміг вибороти путівку до Першої футбольної ліги. Виступав в оренді в «Йовіл Таун», у 2006 році перейшов до «Олдем Атлетік», а в червні 2007 року — в «Порт Вейл». Після цього грав в оренді за «Джиллінгем», а у 2008 році перейшов до грецького «Фрасивулоса». Після цього повернувся до Англії, де виступав за «Веллінг Юнайтед», «Дувр Атлетік» та «Форест Грін Роверс». У березні 2010 року грав за американський «Спортінг Канзас-Сіті», після чого знову захищав кольори грецького «Фрасивулоса». З січня 2012 року виступав за «Міссурі Кометс».

## Клубна кар'єра
Після приходу в 2001 році адміністрації до КПР, Крейг втратив можливість виступати в професіональному футболі, й транзитом через «Гравесенд енд Нортфліт» опинився в клубі «Кінгстоніан» з Істміанської ліги (7-8 дивізіон чемпіонату Англії). Завершував сезон у клубі «Слуг Таун» з Дивізіону 1 «Північ» Істміанської ліги, за який відіграв 13 поєдинків. У 2003 році підписав контракт з «Челсі», який виступав в англійській Прем'єр-лізі, проте жодного поєдинку за лондонський клуб так і не провів, лише одного разу потрапив на лаву запасних на офіційний поєдинок англійського гранда.
Дебютував у Футбольній лізі Англії у віці 22 років, 14 лютого 2004 року, у складі «Барнслі» в програному (0:1) поєдинку проти «Рексема» на «Рейскорс Граунд». Приєднався до Йоркців на правах оренди й зіграв 4 матчі в Другому дивізіоні Англії, перш ніж залишити «Оуквелл» наступного місяця. Наприкінці березня перейшов в оренду до клубу Третього дивізіону «Лінкольн Сіті», проте до завершення сезону лише два рази виходив на поле з лави для запасних на «Стемфорд Бридж».
Першу частину сезону 2004/05 років провів у «Гіберніані» під керівництвом Тоні Моубрея, зігравши 13 матчів у дуже успішному сезоні в Прем'єр-лізі Шотландії. Клуб продовжував розраховувати на півзахисника, незважаючи на те, що у вересні він пошкодив м'яз стегна, а в грудні була підозра на пошкодження зв'язок коліна, і сподівалися на його перехід на постійній основі. Не маючи майбутнього в «Челсі», він вільним агентом у лютому 2005 року все ж вирішив перейти до «Шеффілд Венсдей», підписавши контракт на 2,5 роки. 12 березня відзначився дебютним голом за першу команду, в переможному (3:2) поєдинку проти «Блекпула» на Гіллсборо. Зіграв за «Оулс» у фіналі плей-оф Першої ліги проти «Гартлпул Юнайтед», який завершився перемогою «Венсдей» з рахунком 4:2 на стадіоні Мілленіум у присутності майже 60 000 уболівальників.
Рокасл зіграв 17 матчів за команду в Чемпіоншипі 2005/06, допоки наприкінці березня не відправився в оренду до представника Першої ліги «Йовіл Таун». По завершенні сезону контракт Крейга з «Шеффілд» було розірвано за обопільною згодою сторін, а гравець майже одразу після цього перейшов до «Олдем Атлетік». Зіграв 35 матчів у сезоні 2006/07 років, допоміг «Олдему» вибороти місце в плей-оф, проте більшість поєдинків розпочинав з лави для запасних. У пле-оф «Олдем» поступився майбутньому переможцю плей-оф — «Блекпулу».
У червні 2007 року підписав 2-річний контракт. До ключових гравців команди не належав, проте провів 21 поєдинок у стартовому складі та відзначився голом у воротах «Челтнем Таун» на «Вейл Парк». У січні протягом двох тижнів перебував в оренді в клубі Першої ліги «Джиллінгем», за який відіграв 2 матчі. Після приходу на тренерський місток Лі Сіннотта, у квітні 2008 року контракт Крейга було розірвано за обопільною згодою сторін.
У травні 2008 року, пам'ятаючи яскраві виступи під час оренди в клубі, «Гіберніан» запросив Рокасла на перегляд, проте головний тренер Міксу Паателяйнен вирішив не пропонувати йому контракт. Натомість Крейг приєднався до «Фрасивулоса» з грецької Суперліги. Зіграв 13 матчів у Суперлізі 2008/09, проте його команда з 14-а набраними очками в 30-и татчах фінішувала на дні турнірної таблиці та вилетіла до Футбольної ліги.
Після цього Рокасл відправився на перегляд до «Кру Александра», проте після зіграних 45 хвилин у передсезонному товариському матчі з «Нантвіч Таун» не отримав пропозицію по контракту. Зіграв за «Абердин» в матчі-перегляді під керівництвом Діна Віндасса проти «Галл Сіті», проте також не отримав пропозиції по контракту. У серпні 2009 року підписав контракт з «Веллінг Юнайтед», проте зіграв лише два матчі в Національній лізі Південь та приєднався на безконтрактній основі до «Дувр Атлетік». Дебютував за «Дувр» вийшовши на заміну в переможному (8:0) поєдинку проти «Іст Престон» у Кубку Англії. Проте в команді також перебував нетривалий час, і в жовтні 2009 року перейшов до «Форест Грін Роверс» також без підписаного контракту. Дебют у «Форест» був вдалим, його визнали гравцем матчу в нічийному (1:1) поєдинку проти «Істборн Боро». Зіграв 15 матчів у Національній лізі за «Форест Грін», після чого ним почали цікавитися шведські та американські клуби.
Після нетривалого перегляду в березні 2010 року, Рокасл залишив англійський клуб та підписав контракт зі «Спортінг Канзас-Сіті» з Major League Soccer. У 2010 році він зіграв 12 матчів, однак головний тренер Канзас-Сіті Пітер Вермес відмовився від його послуг 23 листопада 2011 року. Через 6 тижнів, 4 січня 2012 року, підписав контракт з «Міссурі Кометс» з Major Indoor Soccer League. Проте вже через 10 днів перейшов до «Фрасивулоса».

## Кар'єра в збірній
Крейг мав право виступати за Гренаду або за Ямайку, оскільки його батько народився на Гренаді, а мати — на Ямайці. 26 листопада 2010 року Крейг дебютував за національну збірну Гренади в поєдинку Карибського кубку проти Мартиніки на «Стад П'єр-Аллікер» у Фор-де-Франс. Був викликаний Майком Адамсом для участі в Золотому кубку КОНКАКАФ 2011 у США. На цьому турнірі зіграв у першому таймі програного (0:4) поєдинку проти Ямайки на СтабХаб Центр, його замінив Ланкастер Джозеф. Гренада припинила виступи на турнірі, посівши останнє місце у своїй групі. 15 листопада 2011 року відзначився голом після штрафного удару з 22-х метрів по воротах Французької Гвіани (1:1).

## Статистика

### Клубна
Посилання
| Клуб                     | Сезон             | Дивізіон                              | Ліга  | Ліга | Кубок ФА | Кубок ФА | Інші  | Інші | Загалом | Загалом |
| Клуб                     | Сезон             | Дивізіон                              | Матчі | Голи | Матчі    | Голи     | Матчі | Голи | Матчі   | Голи    |
| ------------------------ | ----------------- | ------------------------------------- | ----- | ---- | -------- | -------- | ----- | ---- | ------- | ------- |
| «Слуг Таун»              | 2003–04           | Дивізіон 1 «Північ» Істміанської ліги | 13    | 0    | 0        | 0        | 0     | 0    | 13      | 0       |
| «Челсі»                  | 2003–04           | Прем'єр-ліга                          | 0     | 0    | 0        | 0        | 0     | 0    | 0       | 0       |
| «Челсі»                  | 2004–05           | Прем'єр-ліга                          | 0     | 0    | 0        | 0        | 0     | 0    | 0       | 0       |
| «Челсі»                  | Загалом           | Загалом                               | 0     | 0    | 0        | 0        | 0     | 0    | 0       | 0       |
| «Барнслі» (оренда)       | 2003–04           | Другий дивізіон                       | 5     | 0    | 0        | 0        | 0     | 0    | 5       | 0       |
| «Лінкольн Сіті» (оренда) | 2003–04           | Третій дивізіон                       | 2     | 0    | 0        | 0        | 0     | 0    | 2       | 0       |
| «Гіберніан» (оренда)     | 2003–04           | Прем'єр-ліга                          | 13    | 0    | 0        | 0        | 1     | 0    | 14      | 0       |
| «Шеффілд Венсдей»        | 2004–05           | Перша ліга                            | 11    | 1    | 0        | 0        | 3     | 0    | 14      | 1       |
| «Шеффілд Венсдей»        | 2005–06           | Чемпіоншип                            | 17    | 0    | 0        | 0        | 2     | 0    | 19      | 0       |
| «Шеффілд Венсдей»        | Загалом           | Загалом                               | 28    | 1    | 0        | 0        | 5     | 0    | 33      | 1       |
| «Йовіл Таун» (оренда)    | 2005–06           | Перша ліга                            | 8     | 0    | 0        | 0        | 0     | 0    | 8       | 0       |
| «Порт Вейл»              | 2007–08           | Перша ліга                            | 23    | 1    | 2        | 0        | 2     | 0    | 27      | 1       |
| «Джиллінгем» (оренда)    | 2007–08           | Перша ліга                            | 2     | 0    | 0        | 0        | 0     | 0    | 2       | 0       |
| «Фрасивулос»             | 2008–09           | Суперліга (Греція)                    | 14    | 0    |          |          |       |      | 14      | 0       |
| «Веллінг Юнайтед»        | 2009–10           | Національна ліга Південь              | 2     | 0    | 0        | 0        | 0     | 0    | 2       | 0       |
| «Дувр Атлетік»           | 2009–10           | Національна ліга Південь              | 2     | 0    | 0        | 0        | 3     | 0    | 5       | 0       |
| «Форест Грін Роверс»     | 2009–10           | Національна ліга                      | 15    | 0    | 0        | 0        | 0     | 0    | 15      | 0       |
| «Спортінг Канзас-Сіті»   | 2010              | Major League Soccer                   | 23    | 0    | 0        | 0        | 0     | 0    | 23      | 0       |
| «Спортінг Канзас-Сіті»   | 2011              | Major League Soccer                   | 6     | 0    | 0        | 0        | 0     | 0    | 6       | 0       |
| «Спортінг Канзас-Сіті»   | Загалом           | Загалом                               | 29    | 0    | 0        | 0        | 0     | 0    | 29      | 0       |
| «Фрасивулос»             | 2011–12           | Суперліга (Греція)                    | 15    | 0    | 0        | 0        | 1     | 0    | 16      | 0       |
| «Міссурі Кометс» (індор) | 2012–13           | Major Indoor Soccer League            | 7     | 0    |          |          |       |      | 7       | 0       |
| Усього за кар'єру        | Усього за кар'єру | Усього за кар'єру                     | 178   | 2    | 2        | 0        | 12    | 0    | 192     | 2       |

### У збірній
| Збірна Гренади | Збірна Гренади | Збірна Гренади |
| Команда        | Матчі          | Голи           |
| -------------- | -------------- | -------------- |
| 2010           | 5              | 0              |
| 2011           | 4              | 0              |
| 2012           | 3              | 1              |
| Загалом        | 12             | 1              |

## Досягнення
- Фінал плей-оф Першої ліги
  -  Володар (1): 2005